# Тенас, Арнау
Арна́у Те́нас Уре́нья (исп. Arnau Tenas Ureña; родился 30 мая 2001 года, Вик, Испания) — испанский футболист, вратарь французского клуба «Пари Сен-Жермен». Победитель юниорского чемпионата Европы в 2019 году.

## Клубная карьера
Арнау Тенас является воспитанником «Барселоны». За «Барселону B» дебютировал в матче против «Теруэля». 25 сентября 2021 года повредил колено.
30 июля 2023 года на правах свободного агента перешёл в «Пари Сен-Жермен». Арнау Тенас дебютировал за «Пари Сен-Жермен» 3 декабря в матче 14-го тура Лиги 1 против «Гавра». После удаления Джанлуиджи Доннаруммы на 11-й минуте он вышел на замену Брадли Барколы: отстоял на ноль и команда победила со счётом 2:0.

## Карьера в сборной
Сыграл 2 матча за сборную Испании до 16 лет. В 2018 году поехал на чемпионат Европы по футболу до 17 лет где сыграл все четыре матча сборной Испании. В сборной Испании до 18 лет сыграл один матч. На победном для сборной Испании турнире сыграл все матчи, а также попал в команду чемпионата. За молодёжную команду дебютировал в матче против России (4:1 в пользу Испании). Вызывался в сборную Испании: 29 марта 2022 года был запасным в товарищеском матче против сборной Исландии.

## Достижения
«Барселона»
- Обладатель Суперкубка Испании: 2022/23

«Пари Сен-Жермен»
- Чемпион Франции (2): 2023/24, 2024/25
- Обладатель Кубка Франции: 2024/25
- Победитель Лиги чемпионов УЕФА: 2024/25[10]

Сборная Испании
- Чемпион юношеского чемпионата Европы (до 19 лет): 2019
- Олимпийский чемпион: 2024